# Emperador Qianshao de Han
Liu Gong, mejor conocido bajo el sobrenombre de Emperador Qianshao de Han (漢前少帝), fue el tercer emperador de la Dinastía Han de China. Nunca ejerció ningún poder real, pues el gobierno continuó bajo control de su abuela Lü Zhi, quien asesinó a su madre y lo utilizó como títere. No recibió ni un nombre póstumo ni un nombre de templo, y solo se le conoce como "Shao" ("joven emperador"), al igual que su hermano Liu Hong, quien lo sucedió y también fue destituido después de un breve reinado. Para distinguirlos, Liu Gong es apodado "joven emperador anterior" (Qianshao) y Liu Hong "joven emperador posterior" (Houshao). La información sobre los hermanos es casi inexistente; no está registrado su nacimiento y, a veces, se los omite de las listas de gobernantes de la dinastía.
Era hijo, probablemente el hijo mayor, del Emperador Hui de Han, probablemente de una concubina. Liu Gong fue adoptado por la emperatriz Zhang Yan, esposa de Hui y nieta de la Lü Zhi, por iniciativa de esta última, y fue nombrado príncipe heredero para asegurarse de que Zhang Yan, que no tenía hijos, se convirtiera en emperatriz viuda a la muerte de su esposo, evento que ocurrió en el 188 a. C. En algún momento antes o durante el 184 a. C., Liu Gong descubrió que era adoptado y que su verdadera madre había sido asesinada por la  Zhang Yan. Destrozado, anunció que castigaría a Zhang Yan una vez haya llegado a la adultez. Tras enterarse de sus planes, Lü Zhi lo encarceló y anunció públicamente que el emperador se encontraba sumamente enfermo. Tras un tiempo, anunció que el joven ya no era capaz de gobernar, por lo que propuso su reemplazo. Fue ejecutado por los oficiales de la Emperatriz, quien colocó a su hermano Liu Hong como nuevo emperador.